# Championnat du pays de Galles de football 1997-1998
Navigation
Édition précédente Édition suivante
La 6e édition du championnat du pays de Galles de football est remportée par le Barry Town Football Club. C’est son 3e titre de champion, le troisième consécutif. Barry Town l’emporte avec 26 points d’avance sur le Newtown AFC. L’Ebbw Vale FC complète le podium.
Le championnat prévoyant de nouveau d’évoluer pour passer de 20 à 18 clubs, ce sont quatre équipes qui doivent descendre en deuxième division et seulement deux qui doivent monter. Ainsi en fin de saison Porthmadog FC, Welshpool Town, Cemaes Bay et Flint Town United descendent en deuxième division. Ils sont remplacés pour la saison 1998-1999 par Afan Lido qui réintègre l’élite.

## Les clubs de l'édition 1997-1998
| \| Aberystwyth Town Bangor City Caersws FC Connah's Quay Nomads Conwy United Inter Cardiff Cwmbran Town Ebbw Vale FC Flint Town United Newtown AFC Porthmadog FC Welshpool Town TNS Llansantffraid Rhyl FC Barry Town Cemaes Bay Caernarfon Town Carmarthen Town Haverfordwest County Rhayader Town \| Localisation des clubs engagés dans le championnat. |
| Aberystwyth Town Bangor City Caersws FC Connah's Quay Nomads Conwy United Inter Cardiff Cwmbran Town Ebbw Vale FC Flint Town United Newtown AFC Porthmadog FC Welshpool Town TNS Llansantffraid Rhyl FC Barry Town Cemaes Bay Caernarfon Town Carmarthen Town Haverfordwest County Rhayader Town                                                           |

| Club                                | Stade              | Capacité | Ville                     |
| ----------------------------------- | ------------------ | -------- | ------------------------- |
| Aberystwyth Town Football Club      | Park Avenue Ground | 2100     | Aberystwyth               |
| Bangor City Football Club           | Farrar Road        | 1500     | Bangor                    |
| Barry Town Football Club            | Jenner Park        | 2500     | Barry                     |
| Caersws Football Club               | -                  | -        | Caersws                   |
| Carmarthen Town Football Club       | Richmond Park      | 3000     | Carmarthen                |
| UWIC Inter Cardiff Football Club    | -                  | -        | Cardiff                   |
| Cemaes Bay Football Club            | -                  | -        | Cemaes                    |
| Connah's Quay Nomads Football Club  | Halfway Ground     | 3000     | Connah's Quay             |
| Conwy United Football Club          | -                  | -        | Conwy                     |
| Cwmbran Town Football Club          | -                  | -        | Cwmbran                   |
| Ebbw Vale Association Football Club | -                  | -        | Ebbw Vale                 |
| Flint Town United Football Club     | -                  | -        | Flint                     |
| Haverfordwest County Football Club  | Newbridge Meadow   | 2000     | Haverfordwest             |
| Holywell Football Club              | -                  | -        | Holywell                  |
| Newtown Association Football Club   | Latham Park        | 4300     | Newtown                   |
| Porthmadog Football Club            | Y Traeth           | 4000     | Porthmadog                |
| Rhayader Town Football Club         | The Weirglodd      | 2200     | Rhayader                  |
| Rhyl Football Club                  | Belle Vue          | 4000     | Rhyl                      |
| TNS Llansantffraid                  | Recreation Ground  | 2000     | Llansantffraid-ym-Mechain |
| Welshpool Town Football Club        | Maes Y Dre         | 3000     | Welshpool                 |

## Compétition

### Classement
Le classement est établi sur le barème de points classique (victoire à 3 points, match nul à 1, défaite à 0).
| Rang | Équipe                  | Pts | J  | G  | N  | P  | Bp  | Bc  | Diff |
| ---- | ----------------------- | --- | -- | -- | -- | -- | --- | --- | ---- |
| 1    | Barry Town T            | 104 | 38 | 33 | 5  | 0  | 134 | 31  | +103 |
| 2    | Newtown AFC             | 78  | 38 | 23 | 9  | 6  | 101 | 47  | +54  |
| 3    | Ebbw Vale FC            | 77  | 38 | 22 | 11 | 5  | 94  | 55  | +39  |
| 4    | Inter Cable Tel         | 74  | 38 | 23 | 5  | 10 | 58  | 28  | +30  |
| 5    | Cwmbran Town            | 73  | 38 | 22 | 7  | 9  | 78  | 47  | +31  |
| 6    | Bangor City             | 68  | 38 | 20 | 8  | 10 | 72  | 54  | +18  |
| 7    | Connah's Quay Nomads    | 66  | 38 | 18 | 12 | 8  | 75  | 54  | +21  |
| 8    | Rhyl FC                 | 61  | 38 | 17 | 10 | 11 | 61  | 47  | +14  |
| 9    | Conwy United            | 53  | 38 | 15 | 8  | 15 | 66  | 59  | +7   |
| 10   | Aberystwyth Town        | 51  | 38 | 13 | 12 | 13 | 64  | 63  | +1   |
| 11   | Caersws FC              | 46  | 38 | 14 | 4  | 20 | 64  | 71  | -7   |
| 12   | Carmarthen Town         | 44  | 38 | 11 | 11 | 16 | 57  | 72  | -15  |
| 13   | Caernarfon Town         | 43  | 40 | 12 | 7  | 19 | 57  | 66  | -9   |
| 14   | Total Network Solutions | 42  | 38 | 9  | 15 | 14 | 54  | 67  | -13  |
| 15   | Rhayader Town P         | 39  | 38 | 11 | 6  | 21 | 55  | 78  | -23  |
| 16   | Haverfordwest County P  | 38  | 38 | 10 | 8  | 20 | 54  | 87  | -33  |
| 17   | Porthmadog FC           | 35  | 38 | 10 | 5  | 23 | 55  | 77  | -22  |
| 18   | Flint Town United       | 34  | 38 | 9  | 7  | 22 | 50  | 77  | -27  |
| 19   | Welshpool Town          | 25  | 38 | 6  | 7  | 25 | 55  | 97  | -42  |
| 20   | Cemaes Bay              | 9   | 38 | 2  | 3  | 33 | 30  | 155 | -125 |

| Légende : Qualifications et relégations | Légende : Qualifications et relégations                                                       |
| --------------------------------------- | --------------------------------------------------------------------------------------------- |
|                                         | Coupe UEFA 1998-1999                                                                          |
|                                         | Relégation en deuxième division                                                               |
|                                         | (T) : Tenant du titre (C) : Vainqueurs de la Coupe du pays de Galles de football (P) : Promus |

## Bilan de la saison
| Championnat du pays de Galles de football 1997-1998 |                       |
| Champion                                            | Barry Town (3e titre) |
| Qualifications continentales                        |                       |
| Ligue des champions 1998-1999                       | Barry Town            |
| Coupe des Coupes 1998-1999                          | Bangor City           |
| Coupe UEFA 1998-1999                                | Newtown AFC           |
| Promotions et relégations                           |                       |
| Promus en Premier League                            | Afan Lido             |
| Relégués en Division One                            | Porthmadog FC         |
| Relégués en Division One                            | Welshpool Town        |
| Relégués en Division One                            | Cemaes Bay            |
| Relégués en Division One                            | Flint Town United     |